# 스피슈스카벨라

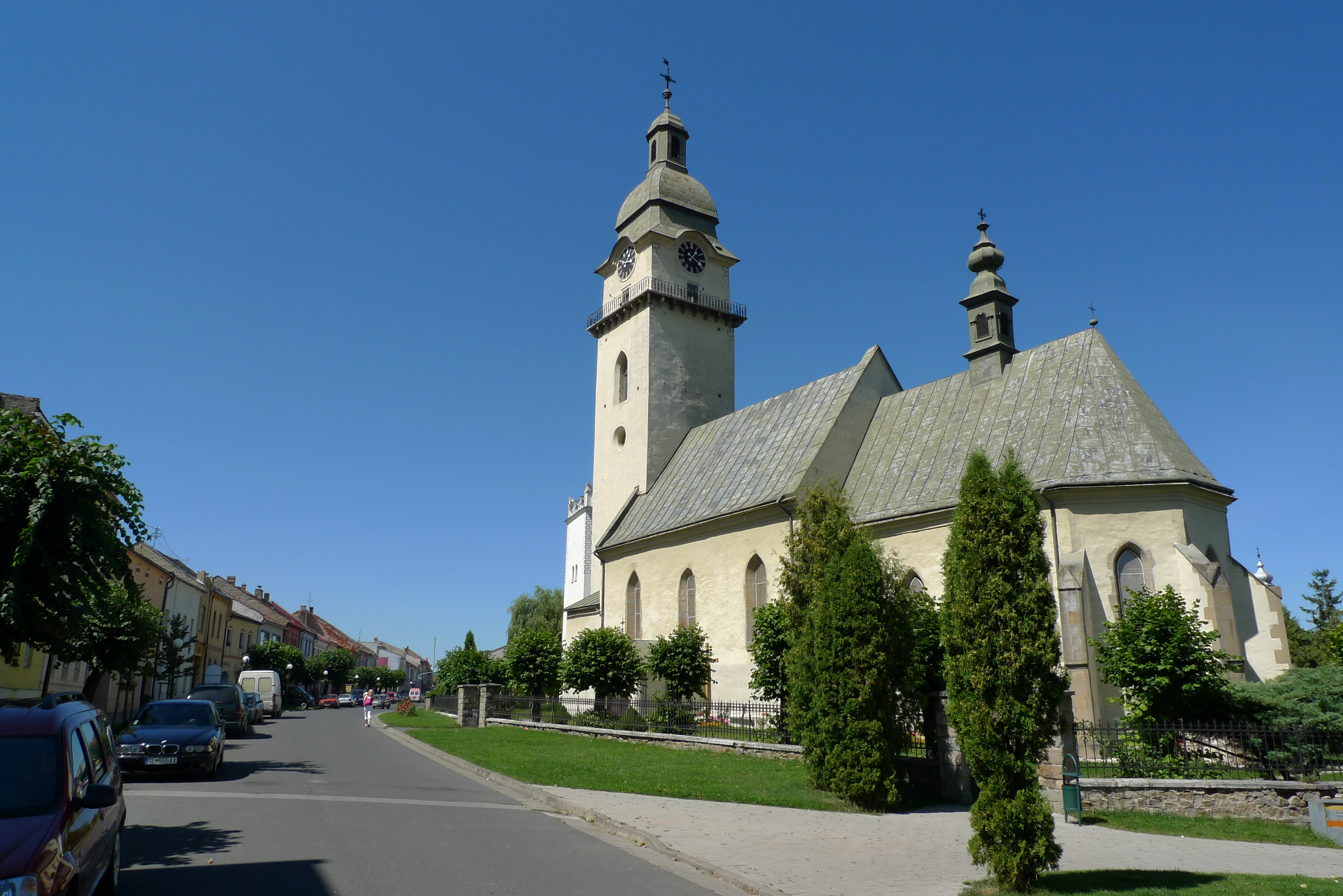
스피슈스카벨라

스피슈스카벨라(슬로바키아어: Spišská Belá, 헝가리어: Szepesbéla 세페슈벨러[*], 독일어: Zipser Bela 치프저벨라[*], 폴란드어: Biała Spiska 비아와스피스카[*])는 슬로바키아 프레쇼우 주에 위치한 도시로 면적은 33.94km2, 높이는 626m, 인구는 6,189명(2005년 12월 31일 기준), 인구 밀도는 182명/km2이다. 1263년 문헌에 처음 등장했다.

시 문장

## 자매 도시
- 폴란드 슈차브니차